# Next Season/sweet passion
「Next Season/sweet passion」（ネクスト・シーズン/スイート・パッション）は、栗林みな実の14作目のシングル。2008年3月12日にLantisから発売された。

## 概要
前作「BUT,metamorphosis」から2か月半ぶりのリリースとなる2008年1作目のシングル。本作は収録曲がそれぞれ、OVA『君が望む永遠〜Next Season〜』オープニングテーマ、PCゲーム『君が望む永遠〜Latest Edition〜』新アバン主題歌、の両A面マキシシングルとなっている。
初回生産分には、『君が望む永遠』をテーマに桜木町で撮影されたフォトブックが封入されている。

## 収録曲
全曲 作詞：栗林みな実、作曲・編曲：菊田大介
1. Next Season
2. sweet passion
3. Next Season (off vocal)
4. sweet passion (off vocal)